# María Inés Falconi
María Inés Falconi (Buenos Aires, 12 de enero de 1954) es una escritora, dramaturga, guionista de cine y directora de teatro argentina.
También es docente y se desempeña como Coordinadora de Talleres de Expresión Teatral para niños y adolescentes de la Escuela de Teatro de la Universidad Popular de Belgrano. Dirige el proyecto de autogestión y montaje del Teatro-taller La Mancha para adolescentes y jóvenes, con los cuales ha estrenado varias obras. Falconi también ha dictado Seminarios sobre Dramaturgia Infantil en la Universidad Popular de Belgrano para estudiantes de teatro, en la Universidad Central de Caracas, Venezuela, en la Universidad de Maracaibo, Venezuela y en la República de El Salvador para profesionales de Teatro Infantil en el marco del III Encuentro Iberoamericano de Teatro Infantil; y para docentes en diversas instituciones educativas.

## Obras
De la saga Caídos del Mapa, que sigue la historia de la amistad entre cuatro adolescentes, se han publicado doce novelas:
- Caídos del Mapa
- Caídos del Mapa II: Con un pie en el micro
- Caídos del Mapa III: En viaje de egresados
- Caídos del Mapa IV: Chau séptimo
- Caídos del Mapa V: Siempre juntos
- Caídos del Mapa VI: Un año más
- Caídos del Mapa VII: Un triste adiós
- Caídos del Mapa VIII: Todos para uno, uno para todos
- Caídos del Mapa IX: Un novio para Miriam
- Caídos del Mapa X: ¿Llegó el final?
- Caídos del Mapa Xl: Fiesta de Despedida"
- "Caídos del Mapa XII: Amigos con secretos"
- "Caídos del Mapa XIII: Generación Z. Parecidos, Nunca Iguales
- "Caidos del Mapa XIV: Encerrados"

Su otra colección es Fin de semana en El paraíso, que cuenta las aventuras de otros cuatro adolescentes en un country club, llamado "El paraíso":
- Fin de semana en El Paraíso
- Fin de semana en El Paraíso: Dos días de perro
- Fin de semana en El Paraíso: Corazones en juego
- Fin de semana en El Paraíso: ¿El último fin de semana?

Falconi ha escrito varios libros más, de los cuales la mayoría están dirigidos a niños y adolescentes. Entre los más conocidos:
- Cartas para Julia (novela)
- Niños, las brujas no existen (cuento)[9]
- Pajaritos en bandadas (antología)
- Bichos de cuento (cuento)
- Mascotas de cuento (cuento)
- Hasta el domingo (novela)
- Sobre ruedas (teatro)
- Que las hay... las hay(teatro)
- C@ro dice... (novela) (Basada en la obra de teatro Sobre ruedas)
- Pedro y la Guerra (novela)
- Las dos Marías (novela)
- El secreto del tanque de agua (novela)
- El Nuevo (teatro)
- la gran jugada (novela)

También realizó versiones libres de algunas obras de William Shakespeare.
- De como Romeo se transó a Julieta (versión libre de Romeo y Julieta)
- Jamle (versión libre de Hamlet)
- Demasiado para nada (versión libre de Mucho ruido y pocas nueces)
- Tita Andrónica (versión libre de Tito Andrónico)
- Ruido en una noche de verano (versión libre de Sueño de una noche de verano)
- Collar de Lágrimas
- Me gusta la droga ¿Te quedo claro?

## Premios
- Premio Pregonero 999 en teatro.[10]
- Primer Premio de Dramaturgia para adolescentes del Fondo Nacional de las Artes de Argentina.
- Asamblea Permanente de los Derechos Humanos en las Primeras Jornadas por los Derechos del Niños por Tornillos flojos (1986)[5]
- Recomendación del CATIJ (Centro Argentino de Teatro Infantil y Juventud) para representar a la Cap. Fed. en el Festival de Necochea Chau señor miedo (1990)[5]
- Cuarto Premio Colihue de cuentos para niños Niños, las brujas no existen (1988)[5]
- Premio al mejor espectáculo infantil Carlos 91 por Chau señor miedo (1992)[5]
- Premio al mejor espectáculo infantil Carlos 92, Villa Carlos Paz por Tornillos flojos.[5]
- Primer Premio Fondo Nacional de las Artes en teatro para adolescentes Hasta el domingo (1992) *Mención Honorífica del 1.er. Concurso Iberoamericano de Dramaturgia Infantil, Badajoz, España, Hasta el domingo (1992)[5]
- Nominación en Dramaturgia TIN, (Teatro Infantil Nacional) Venezuela. (1995)[5]
- Premio Argentores en Teatro para Niños, Hasta el domingo (1995)[5]
- Espectáculo seleccionado por el IV Certamen Metropolitano de la Ciudad de Buenos Aires, Hasta el domingo (1995).[5]